# ريبيكا شامبرز
ريبيكا شامبرز (بالإنجليزية: Rebecca Chambers)‏ هي عازفة بيانو أسترالية، ولدت في 31 مايو 1975.